# Desembarcament de Mallorca
El Desembarcament de Mallorca també anomenat la Reconquesta de Mallorca, fou una operació, comandada pel capità de l'exèrcit de la República Alberto Bayo, i desenvolupada en els primers dies de la Guerra Civil espanyola, entre el 16 d'agost i el 12 de setembre del 1936.

## Antecedents
El 19 de juliol del 1936, Menorca era l'única illa de l'arxipèlag balear que no va quedar alineada amb les forces alçades en armes. Des del 23 de juliol, s'iniciaren diferents accions en contra dels sublevats, i aquell mateix dia els avions republicans bombardejaren Palma i es dirigiren després cap a Cabrera. La idea d'una expedició a Mallorca pareix haver estat present en les forces contràries al cop militar, des que el 19 de juliol va ésser presa pels alçats, juntament amb Eivissa i Formentera. Una altra operació menor va ésser duita a terme l'1 d'agost, quan tropes republicanes procedents de Menorca aconseguiren prendre Cabrera breument, doncs foren desallotjades poc temps després.
Per evitar un desembarcament republicà, els feixistes van construir búnquers al llarg de la costa per allotjar metralladores.

## Primeres operacions
El dia 2 d'agost de 1936 una columna de milícies barcelonina dirigida per Alberto Bayo desembarca a Menorca com pas previ a l'inici de l'operació; l'endemà l'aviació republicana repetirà de nou el bombardeig sobre la capital de Mallorca.
El 6 d'agost a Barcelona conclouen els preparatius logístics per al desembarcament. Tant el Comitè Central de Milícies Antifeixistes de Catalunya com el Govern català donen el seu suport al pla. El Govern de la República no s'hi oposa, però prefereix observar el desenvolupament de l'operació sense interferir. L'endemà l'illa de Formentera es rendeix a la Columna de Manuel Uribarri, procedent de València i que s'ha sumat a l'operació, i un dia més tard la Columna barcelonina d'Alberto Bayo (coneguda com a Columna de Balears) desembarca a Eivissa i la domina en pocs dies amb l'ajuda d'Uribarri, formant-se immediatament a l'illa el Comitè Antifeixista d'Eivissa, sota la responsabilitat d'Antonio Martínez, del Partit Comunista. Les tropes d'Uribarri van desplegar la Senyera valenciana, cedida pel Partit Valencianista d'Esquerra al castell d'Eivissa.
El Quarter General de l'operació s'instal·la a Maó. Una centúria de voluntaris estrangers (entre ells francesos i argentins) se sumen a les operacions.
El 13 d'agost uns 400 milicians catalans de la FAI (Federació Anarquista Ibèrica) no vinculats al pla de Bayo-Uribarri arriben a Cabrera. Els valencians de la columna d'Uribarri es reintegren a la península després de no arribar a un acord amb Bayo sobre els passos immediats a seguir.
El dia 15 el capità Bayo vola des de Maó a l'illa de Cabrera on estan agrupats diversos grups anarquistes catalans. Bayo proposarà als milicians de Cabrera que desembarquin a l'illa de Dragonera com a maniobra de distracció, però el comitè anarquista no accedeix a prendre part en l'operació, encara que després ho farien pel seu compte i sense que ni el capità de l'operació ni el seu estat major en saberen res: els anarquistes de Cabrera desembarcaran a Cala Mendia i Cala Anguila abans que en Bayo ho fes a la Punta de n'Amer.

## El desembarcament de Mallorca
El 16 d'agost, Alberto Bayo va desembarcar acompanyat de 4.000 milicians a la Punta de n'Amer i Portocristo, però l'arribada de reforços italians comandats per Arconovaldo Bonaccorsi i l'amenaça del Govern de la República de retirar el suport naval feu fracassar l'operació, i es reembarcà des del 5 de setembre al 12 de setembre. A més, la situació revolucionària no va permetre la necessària coordinació per al correcte desenvolupament dels esdeveniments i el mapa geomilitar quedà, després de l'operació, exactament igual que abans de l'inici de l'operació.

## Conseqüències
Nombrós material de guerra fou abandonat a Mallorca arran del reembarcament de les forces republicanes. Foren abandonats a l'illa 40 milicians i 5 milicianes que els franquistes afusellaren a Manacor. De retorn a Barcelona, els milicians d'Estat Català que es van embarcar s'incorporaren a diferents fronts de combat amb la bandera estelada: un centenar es va integrar al Regiment Pirinenc Núm. 1 a la frontera amb França, un altre grup es va incorporar als fronts de Madrid, mentre que el grup més nombrós es va concentrar a Farlete, a Saragossa i va prendre el nom de Columna Volant Catalana.